# Zimní stadion Opava
Zimní stadion Opava je sportovní stadion, který se nachází ve slezské Opavě. Své domácí zápasy zde odehrává klub ledního hokeje HC Slezan Opava. Jeho kapacita dosahuje 5 500 diváků. Stadion byl vybudován v roce 1953 na místě dřívějšího kluziště (po Vídni a Budapešti největší v Habsburské monarchii). 
Bruslařské sporty, včetně ledního hokeje, dosáhly v Opavě mezinárodní úrovně. V roce 1908 zde proběhlo mistrovství světa v krasobruslení, v roce 1928 pak evropský mistrovský pohár. Kluziště bylo zásobováno vodou z nedalekého mlýnského náhonu. V létě se využívalo k oblíbeným projížďkám na veslicích. Pokud byla vodní nádrž vypuštěna, plocha sloužila jako provizorní tenisové kurty. Stavba zimního stadionu se připravovala od 30. let, realizována byla až po druhé světové válce. V letech 1956–1957 byla přistavěna střešní konstrukce a umělé chlazení, následně vznikly tribuny, zázemí a hotel. Od 60. do 80. let probíhaly nesystematické úpravy, které spolu s chátráním vedly k současnému nevyhovujícímu stavu. V roce 2023 byla zahájena dvouletá rekonstrukce.

## Galerie

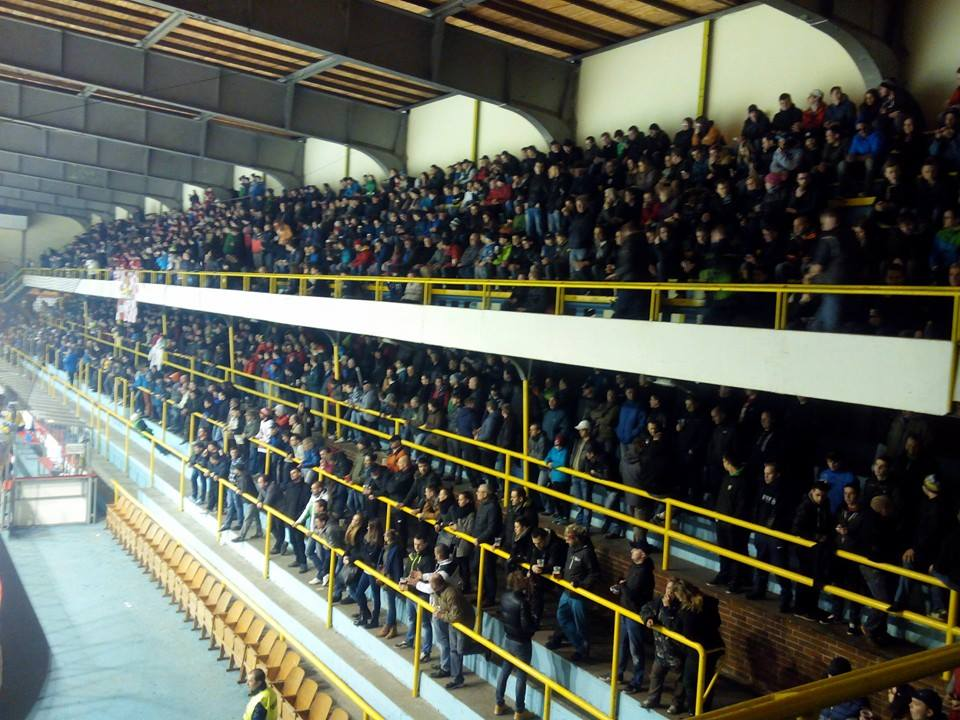
Interiér stadionu